# Горна Легота (округ Дольни Кубін)
Горна Легота (словац. Horná Lehota (okres Dolný Kubín), угор. Felsőlehota) — село, громада в окрузі Долни Кубін, Жилінський край, центральна Словаччина. Кадастрова площа громади — 15,34 км². Населення — 551 особа (за оцінкою на 31 грудня 2017 р.).
Перша згадка 1420 року.

## Географія
Протікає Скалицький потік.

## Населення
| Рік:            | 1994. | 2004.   | 2014.   | 2024.   |
| --------------- | ----- | ------- | ------- | ------- |
| Кількість осіб: | 526   | 515     | 561     | 598     |
| Різниця:        |       | -2,09 % | +8,93 % | +6,59 % |

| Рік:            | 2023. | 2024.   |
| --------------- | ----- | ------- |
| Кількість осіб: | 573   | 598     |
| Різниця:        |       | +4,36 % |